# Pile poil
Pile poil ist ein französischer Kurzfilm von Lauriane Escaffre und Yvonnick Muller aus dem Jahr 2019.

## Handlung
Christophe Duvivier ist Inhaber einer Fleischerei, seine gerade 18 gewordene Tochter Élodie hilft ihm im Laden. Élodie steht kurz vor dem Abschluss als Kosmetikerin. Für die Prüfung benötigt sie noch ein Model für die Epilation, doch ist gerade Sommer und alle Personen, die sie kennt, sind rasiert. Als sie einer Kundin Kaninchenteile liefert, trifft sie deren Tochter Claire, die sie von früher kennt. Sie wurde von ihrem Freund Ludo verlassen und hat sich daher „gehen lassen“. Élodie ist glücklich, dass sie ihr Model für die Prüfung am nächsten Tag gefunden hat.
Am Tag der Prüfung wird Élodie von Christophe zum Prüfort gefahren. Als sie Claire abholen will, hat diese gerade Besuch von Ludo erhalten. Beide sind wieder zusammen und Claire hat ihr Beautyprogramm in aller Eile nachgeholt. Élodie ist verzweifelt, doch springt Christophe kurzerhand ein. Élodies Aufgaben bei der Prüfung sind neben einer Cellulitemassage und einer Nagellackierung – Christophe lobt seine blaulackierten Fingernägel – zunächst auch ein Intimwaxing, das die Prüferinnen zu Christophes und Élodies Erleichterung jedoch zum Waxing eines halben Beins abmildern. Die Prüfung bringt Christophe und Élodie einander näher und Christophe erkennt, wie anspruchsvoll Élodies Ausbildung war und wie gut sie alles gemeistert hat. Er ist stolz auf sie und will sie bald darauf auf Arbeit abholen. Er sieht, wie sie sich mit Freunden trifft, einen der Jungen küsst und mit der Gruppe geht, und resigniert.

## Produktion
Pile poil war der vierte Kurzfilm, bei dem Lauriane Escaffre und Yvonnick Muller gemeinsam Regie führten. Escaffre ist im Film zudem in einer Nebenrolle zu sehen. Die Idee zum Film geht auf ein Erlebnis Lauriane Escaffres zurück, so traf sie während eines Schreibwochenendes eine Freundin, die für ihren Beruflichen Befähigungsnachweis (Certificat d’aptitude professionnelle, CAP) als Kosmetikerin mitten im Sommer nach einer nichtrasierten Frau suchte.
Die Dreharbeiten fanden an vier Tagen in Oissel-sur-Seine und Rouen sowie an zwei weiteren Tagen in Bordeaux statt. Die Kostüme schuf Hélène Chancerel, die Filmbauten stammten von Emmanuelle Hérondelle und Julien Renaud.
Pile poil erlebte am 16. Januar 2019 auf dem L’Alpe d’Huez Festival international du film de comédie seine Premiere und lief in der Folge unter anderem auf dem Festival du Court-Métrage de Clermont-Ferrand.

## Auszeichnungen
Beim L’Alpe d’Huez Festival international du film de comédie gewann Pile poil 2019 den Preis für die Beste Filmkomödie und gewann ebenfalls 2019 den prix du Rire Fernand Raynaud des Festival du Court-Métrage de Clermont-Ferrand.
Pile poil gewann 2020 den César in der Kategorie Bester Kurzfilm.